# Třída Falaj 2
Třída Falaj 2 je třída pobřežních hlídkových lodí stavěných italskou loděnicí Fincantieri pro Námořnictvo Spojených arabských emirátů. Plavidla se vyznačují širokým uplatněním technologií stealth, vysokou flexibilitou nasazení a silnou výzbrojí (prakticky na úrovni raketových člunů). Třídu tvoří dvě jednotky, zařazené do služby roku 2013.

## Stavba
Stavba dvou hlídkových lodí této třídy byla objednána v lednu 2010 u italské loděnice Fincantieri v Muggianu v rámci programu Falaj 2. Součástí kontraktu byla opce na další dvě hlídkové lodě téže třídy, stavěných přímo v domácích loděnicích Etihad Shipbuilding (opce zahrnuje i transfer technologií). Stavba probíhá v loděnici Muggiano ve městě La Spezia. První pár plavidel byl do služby zařazen roku 2013.
Jednotky třídy Falaj 2:
| Jméno            | Spuštěna       | Vstup do služby | Status  |
| ---------------- | -------------- | --------------- | ------- |
| Ghantoot (P 251) | 23. ledna 2012 | 8. ledna 2013   | aktivní |
| Salahah (P 252)  | 8. června 2012 | 22. dubna 2013  | aktivní |

## Konstrukce
Konstrukce třídy vychází z italských hlídkových lodí třídy Diciotti. Plavidla jsou vybavena bojovým řídícím systémem IPN-S, systémem řízení palby Selex Sistemi Integrati NA 30S a radary KRONOS 3D a SIR-M.
Plavidla této třídy se vyznačují pokročilou konstrukcí s širokým využitím prvků stealth. Hlavňovou výzbroj tvoří jeden 76mm kanón OTO Melara Super Rapid ve speciálně tvarované dělové věži na přídi a dva 12,7mm kulomety v dálkově ovládaných věžích Oto Melara Hitrole-G. Údernou výzbroj tvoří dvě dvojnásobná vypouštěcí zařízení protilodních střel MM.40 Exocet Block III s dosahem 180 km umístěná za hlavní nástavbou. Na zádi se nachází rovněž dvě trojnásobná vertikální vypouštěcí sila pro protiletadlové řízené střely krátkého dosahu VL MICA. Na palubě se dále nachází jeden rychlý člun RHIB a dva záchranné čluny.
Pohonný systém tvoří dva diesely MTU 16V 4000 M90 a čtyři dieselgenerátory MTU S60. Lodní šrouby jsou dva. Nejvyšší rychlost je 20 uzlů. Dosah činí 1500 námořních mil při rychlosti 14 uzlů.